# Lämmerrainweg
Der Lämmerrainweg liegt in der Wüstung Wallendorf am westlichen Stadtrand von Weimar. Die Flurbezeichnung kam 1881 auf. Schäferei was aber nicht der ursprüngliche agrarische Erwerbszweig. Es wurde hier Dreifelderwirtschaft getrieben. Grundlage was das Triftrecht sowohl für die Gemeinden als auch für die großen Güter. Die Trockenrasenflächen auf dem wasserdurchlässigen Muschelkalk waren für die Weidewirtschaft prädestiniert. Der Name verweist auf das Erfordernis von eigenen Weideflächen und Triftflächen für die Jungtiere.
Der Lämmerrainweg verläuft heute zum größten Teil parallel zu Damaschkestraße und Erfurter Straße (K611/B7&B85), wobei auch einige rechtwinklig abbiegende Nebenwegen so benamt werden